# Enak Gavaggio
Pour les articles homonymes, voir Rancho.
Enak Gavaggio, né le 4 mai 1976 à Ambilly (Haute-Savoie), originaire de Valmorel (Savoie), surnommé le dark lord ou Rancho, est un skieur acrobatique français.

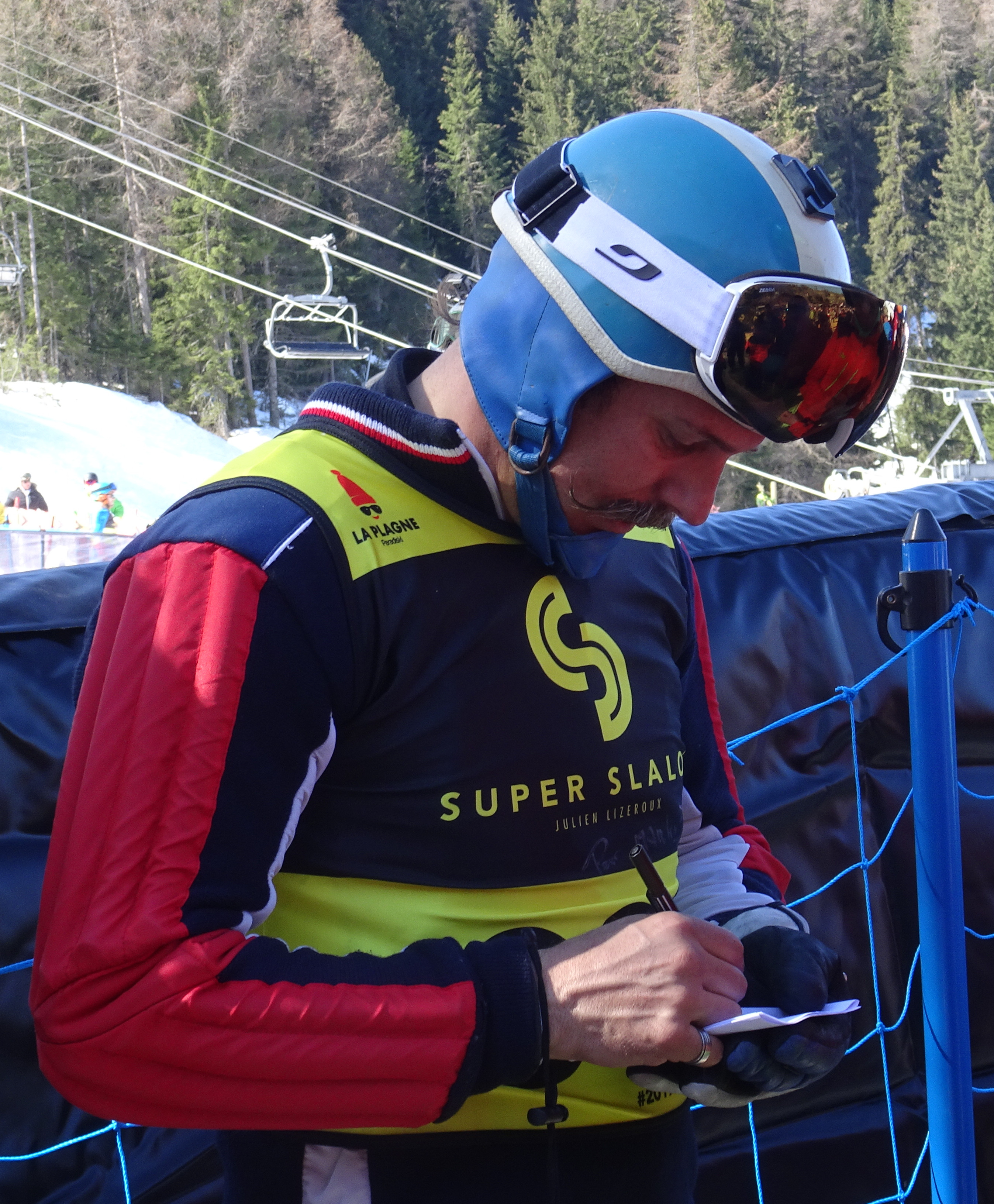
Enak Gavaggio en mars 2019 au Super Slalom de La Plagne

Amateur de sport à risque, il pratique le base jump (avec la réalisation de plusieurs petits films), la chute libre et le parapente. Spécialisé dans le freeride et le skicross, il a participé à quelques épreuves de Coupe du monde de freeride, avec des podiums et une quatrième et cinquième places aux championnats du monde. En skicross, il a gagné 7 médailles aux X-Games. Il a remporté une médaille d'argent aux premiers championnats du monde de Squaw Valley en 2000, puis une de bronze dans cette discipline le 6 mars 2007 à Madonna di Campiglio alors qu'il avait refusé cette année-là de participer au circuit FIS, préférant les X Games. Sa participation fut motivée par l'autorisation du CIO de retenir cette épreuve aux Jeux olympiques d'hiver. Il a participé pendant quatre années au circuit de Coupe du monde FIS, avec une deuxième et deux troisièmes places au général.
Depuis 2014, il incarne Rancho, personnage vintage et décalé, dans des webshows consacrés au monde du ski et de la glisse en général. 
Il est consultant pour France Télévisions pour les Jeux olympiques de Sotchi en 2014, de PyeongChang en 2018  pour commenter les épreuves de ski cross aux côtés du journaliste Christian Choupin,, et d'Alexandre Boyon pour les Jeux olympiques d'hiver de 2022  .

## Palmarès

### Jeux olympiques
- 2010 Vancouver : 5e du ski cross.
- 7 médailles aux X-Games skicross[6]

### Championnats du monde
- Championnats du monde de 2007 à Madonna di Campiglio (Italie) :
  -  médaille de bronze en skicross.
- Championnats du monde de 2001 à Squaw Valley
  -  médaille d'argent en skicross.

### Coupe du monde
- 2e Coupe du Monde en skicross 2004
- 5 victoires en course (5 en skicross).

### Freeride
- Classé 7e au O'neill Xtreme by Powerade - Verbier 2007.
- 4e aux championnats du monde de Tignes en Freeride

## Filmographie
En 2014, il lance sur les réseaux sociaux le Rancho webshow, programme vidéo hybride mélangeant réalité et fiction, où il teste toutes les disciplines du ski, n'hésitant pas à prendre des risques comme l'épreuve de saut à ski, ou le ski de vitesse. 
Sa chaîne YouTube rencontre le succès. Il sera invité à prendre le départ de réelles compétitions sportives telles que la coupe du monde de skicross. 
En 2021, Enak retrace l'histoire du ski, des premières compétitions, des fabricants, des écoles dans deux séries vidéo. Plusieurs noms du ski participent et donnent la réplique à Enak, comme Martin Fourcade, Alexis Pinturault, Stephane Routin...